# Cours du pétrole

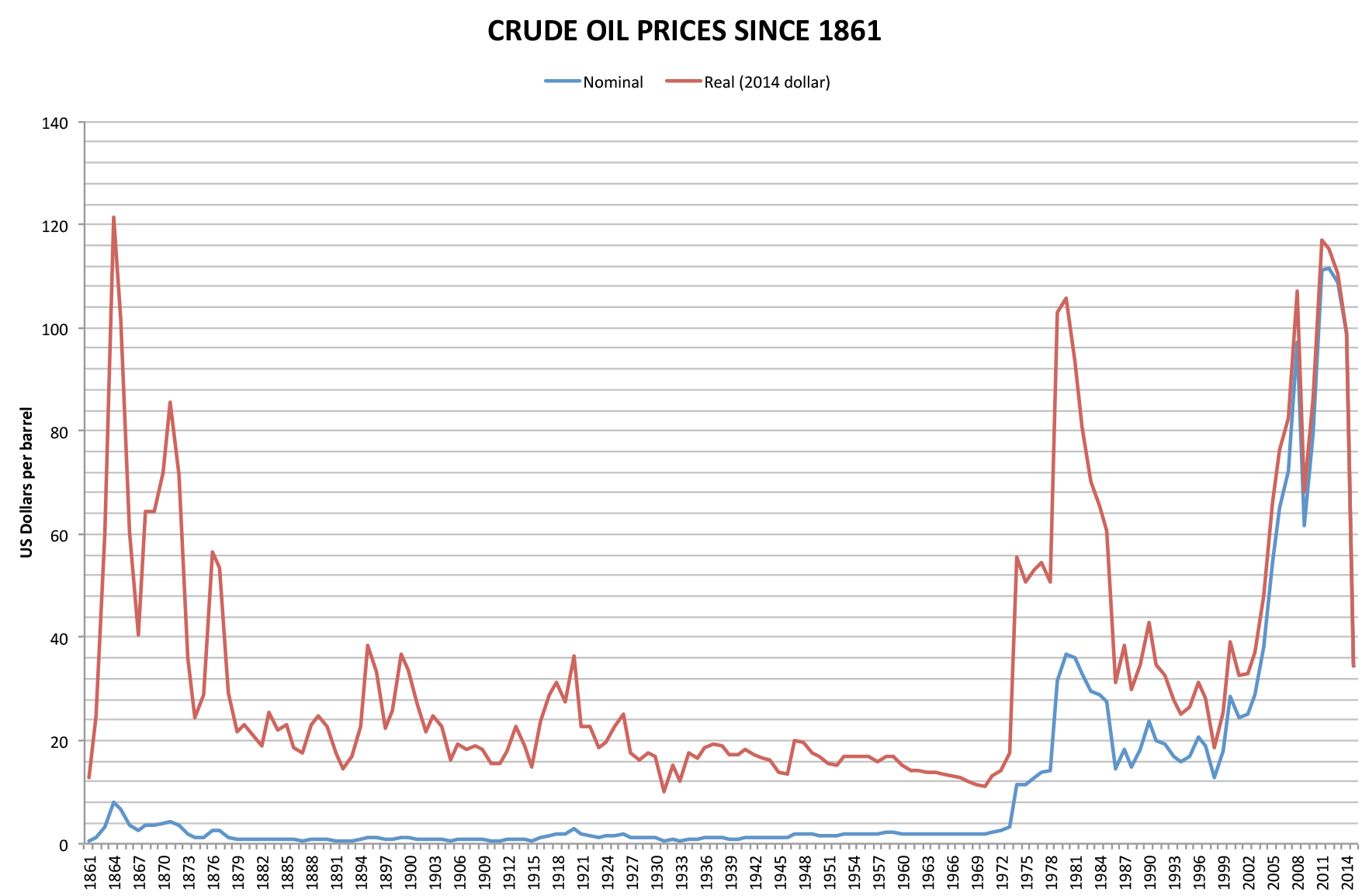
Cours du pétrole en USD, de 1861 à 2015 (1861-1944 : brut américain moyen, 1945-1983 : brut « Arabian Light », 1984-2015 : Brent).
Courbe rouge : prix corrigés de l'inflation ; bleue : prix non actualisés.

Le cours du pétrole est l'évolution du prix du pétrole, qui est à la base du marché pétrolier. Il est constitué d'un ensemble de prix déterminés par les opérateurs du marché pétrolier, concernant principalement sa valeur propre, mais aussi sa valeur spéculée à différents termes.

## Comment fixe-t-on les cours?
Les pétroles sont cotés selon leurs qualités comparativement à des pétroles de références, dont principalement quatre pétroles bruts, le Brent de la Mer du Nord et le West Texas Intermediate américain étant les deux principaux. Les prix d'environ la moitié de la production de la planète s'alignent sur ces deux références. Par rapport à sa référence, pour chaque pétrole est associée une prime ou une décote qui doit refléter sa qualité meilleure ou moindre par rapport à sa référence.

## Qui fixe les cours?
Quelques dizaines d'acteurs fixent les prix (une quarantaine en 2013) : groupes pétro-gaziers, représentants de pays pétroliers (OPEP), négociants en hydrocarbures européens et américains et quelques banques spécialisées dans le négoce de pétrole. Le processus en est devenu peu transparent et complexe par « accumulation des règles successives imposées par les agences (Platts et Argus Media aussi nommé Petroleum Argus) chargées d'établir ces cotations afin justement de rendre le mécanisme le moins manipulable possible ».

## Contexte influant sur les cours du pétrole
Au-delà de l'offre et de la demande en pétrole, de manière classique, plusieurs éléments alimentent la spéculation et les cours, notamment :
- les contextes juridiques nationaux et parfois régionaux ;
- les annonces ou démentis de découvertes de nouveaux gisements ;
- certains risques géostratégiques. Le pétrole étant une ressource naturelle éminemment géostratégique, son cours peut rapidement évoluer selon l'actualité internationale (tensions, conflits...) et des décisions politiques des pays producteurs, dont ceux de l'OPEP ;
- des coûts d'investissement croissants. En effet, l'épuisement des ressources facilement accessibles force les opérateurs à rechercher, exploiter et traiter les pétroles non conventionnels, souvent plus sales et extraits à grande profondeur, souvent en mer ;
- l'offre en énergies alternatives ;
- le marché du carbone, etc.
- des événements liés au transport du produit, (en 2021, le blocage du canal de Suez par un navire échoué provoque rapidement une forte hausse des cours)[2].

## Manipulations des cours
Plusieurs cas d'opérations frauduleuses ou de manipulation des cours ont été dans le passé documentés, dont l'affaire Pétrole contre nourriture.
En mai 2013, à propos des cours du Brent, la Commission européenne soupçonne un abus de position dominante de la part de certains groupes industriels (notamment Equinor). La commission ouvre une enquête visant à déterminer si des groupes pétrogaziers ont pu s'entendre sur les prix (avec l'agence Platts) pour modifier les chiffres en clôture du marché (depuis 2002 peut-être). Ce faisant, ils auraient aussi violé les règles de la concurrence et indirectement manipulé le cours mondial, qui pour la moitié de la production est en partie aligné sur le cours du Brent. Royal Dutch Shell, BP, Equinor et Platts annoncent qu'ils collaboreront à l'enquête.
En 2014, une commission du Sénat des États-Unis dévoile les pratiques des banques JP Morgan Chase, Goldman Sachs et Morgan Stanley sur les marchés des matières premières, comme ceux du cuivre ou du pétrole, qui ont manipulé les marchés à leur avantage, notamment en stockant de grandes quantités de matières premières ne correspondant à aucune opération de production utile.

## Histoire

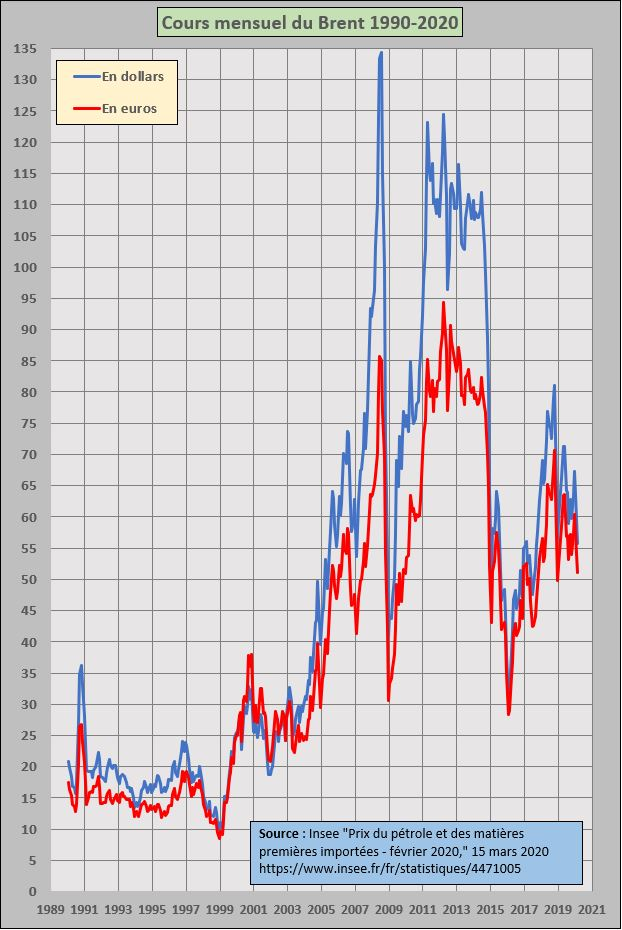

- 132,50 $/baril de brent en juillet 2008
- 145,29 $/baril de WTI en juillet 2008
- 33,98 $/baril de WTI en décembre 2008 (crise financière mondiale de 2007-2008)
- 39,80 $/baril de brent en décembre 2008
- 28 $/baril le 20 janvier 2016 (28,28 $ pour le brent, 27,68 $ pour le WTI)
- 22,37 $/baril de brent 30 mars 2020 (pandémie de maladie à coronavirus de 2019-2020)
- le 20 avril 2020, en pleine crise du Covid-19, le prix du pétrole devient temporairement négatif[5] : momentanément, les vendeurs sont prêts à payer les acheteurs pour qu’ils reçoivent la livraison des marchandises qui les encombrent afin de ne pas payer les coûts de stockage et de se dégager des espaces de stockage.
- 119,78 $/baril de brent le 3 mars 2022 en raison du conflit russo-ukrainien et des sanctions infligées à la Russie sur l'exportation des matières premières.